# بوتا
بوتا، هي مجموعة عرقية تقطن في باكستان والهند. ويمكن تصنيف انتماءها العرقي لزط أو راجبوت. وهم في الغالب من المسلمين مع وجود أقليات كبيرة من السيخ والهندوس